# Ceriagrion glabrum
Ceriagrion glabrum – gatunek ważki z rodziny łątkowatych (Coenagrionidae). Występuje w Afryce Subsaharyjskiej (gdzie jest szeroko rozprzestrzeniony), na Madagaskarze, Sokotrze i innych wyspach w zachodniej części Oceanu Indyjskiego oraz na Półwyspie Arabskim. Dawniej występował także w Dolinie Nilu.
W RPA imago lata od października do końca maja. Długość ciała 39–41 mm. Długość tylnego skrzydła 20–20,5 mm.